# Asybilacja
Asybilacja – proces fonetyczny, w wyniku którego spółgłoski zwarte zmieniają się w zwarto-szczelinowe i szczelinowe. Często następuje wraz z palatalizacją. Np. t > ć (język polski), k > č` > c > s (łacina), k > č` lub c` (język prasłowiański).